# Herbert Pöck
Herbert Pöck (* 8. März 1957 in Klagenfurt) ist ein ehemaliger österreichischer Eishockeyspieler und derzeitiger -trainer.

## Karriere
Herbert Pöck erlernte das Eishockeyspielen in den Nachwuchsmannschaften des österreichischen Rekordmeisters EC KAC und debütierte in der Saison 1973/74 in der Kampfmannschaft in der Österreichischen Eishockey-Liga. Dort entwickelte er sich schnell zu einem der wichtigsten Spieler und konnte in insgesamt fünfhundert Einsätzen 292 Tore und 406 Assists erzielen (insgesamt 698 Scorerpunkte). Damit war er maßgeblich daran beteiligt, dass die Mannschaft in dieser Zeit neun Mal den Meistertitel erringen konnte. In seiner gesamten aktiven Karriere lief er für keinen anderen Club auf.

### International
Im Dress des Nationalteams schoss er in 127 Länderspielen 55 Tore und erzielte 73 Assists. Somit ist er mit 128 Punkten drittbester Scorer in der Geschichte der Nationalmannschaft hinter Rudolf König (183) und Thomas Cijan (131).

### Trainerkarriere
Pöcks Trainerlaufbahn begann beim KAC, wo er bereits als Aktiver des Öfteren als Spielertrainer in Erscheinung trat. Bevor er das Amt des Nationaltrainers antrat, trainierte er den EC Graz, den DEK Klagenfurt und den EK Zell am See. Von 2002 bis 2005 war er Trainer der österreichischen Eishockeynationalmannschaft, kam jedoch mit der Mannschaft über den zehnten Rang bei der Eishockey-Weltmeisterschaft 2003 nicht hinaus und musste mit der Mannschaft 2005 den Abstieg in die Zweitklassigkeit antreten.

## Erfolge und Auszeichnungen
- Neunfacher Österreichischer Meister mit dem EC KAC in den Jahren 1974, 1976, 1977, 1979, 1980, 1985, 1986, 1987 und 1988

## Familie
Herbert Pöck ist der Vater von Thomas Pöck, der zwischen 2005 und 2009 in der NHL für die New York Islanders auf 118 Einsätze kam und derzeit für den  EC KAC in der EBEL spielt. Genau wie sein jüngerer Bruder Markus Pöck der für den EC KAC spielt.